# Stadhuis van Hoogstraten

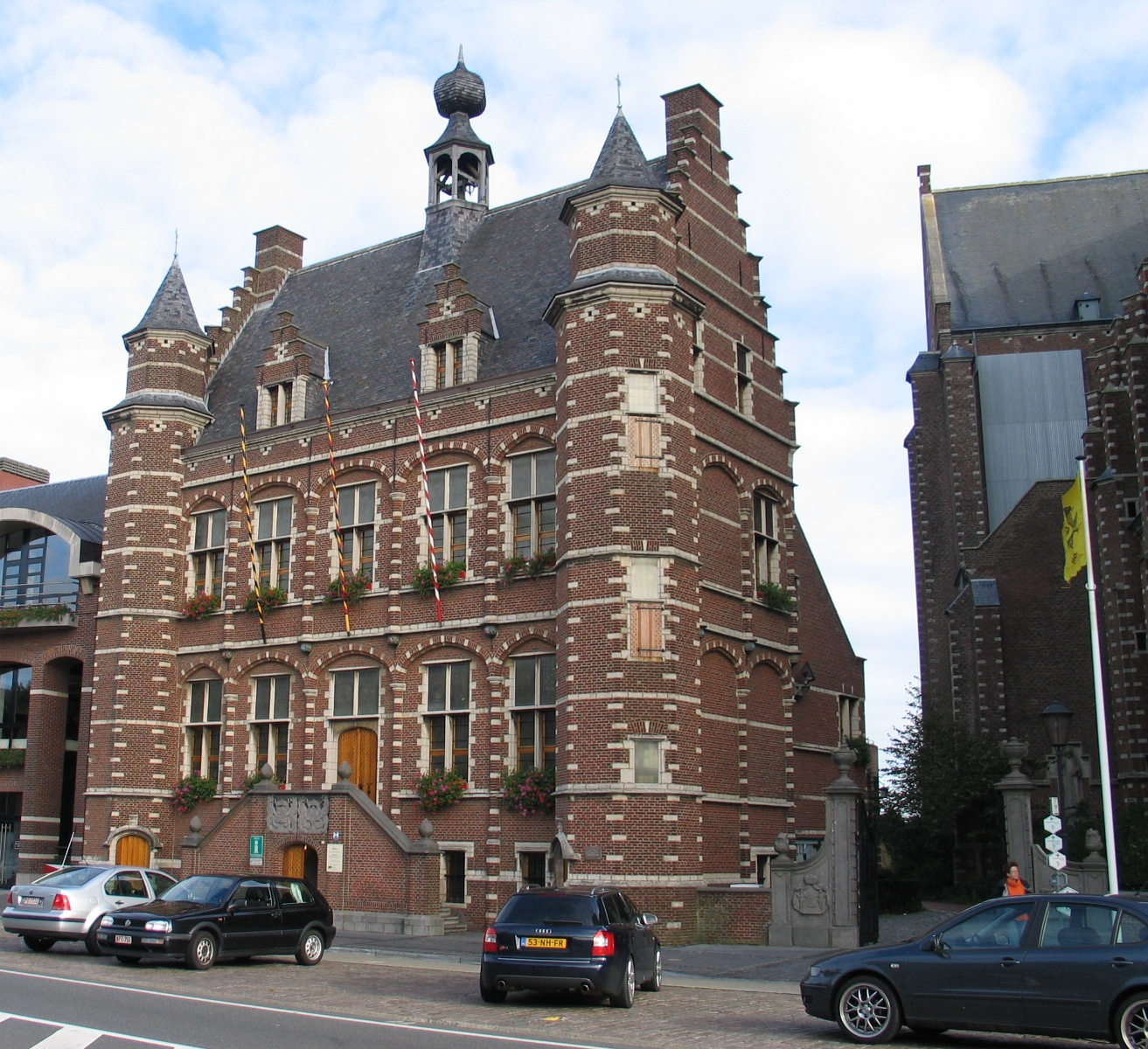
Stadhuis van Hoogstraten

Het Stadhuis van Hoogstraten is het stadhuis van de Antwerpse plaats Hoogstraten, gelegen aan Vrijheid 149.

## Geschiedenis
In opdracht van graaf Antoon I van Lalaing en gravin Elisabeth van Culemborg, in 1525, werd dit stadhuis gebouwd naar ontwerp van Rombout II Keldermans. Het bouwwerk is grotendeels uitgevoerd in baksteen, met tevens gebruik van zandsteen. Ook sloopmateriaal van de oude kerk werd gebruikt, aangezien deze werd vervangen door de laatgotische Sint-Catharinakerk, van dezelfde bouwmeester. In het stadhuis waren ook de vleeshal, later de botermarkt, de schepenbank en de stedelijke administratie ondergebracht. 
In 1881-1882 was er een restauratie onder leiding van Pieter Jozef Taeymans. Op 23 oktober 1944 werd het stadhuis bedolven onder de brokstukken van de toren van de Sint-Catharinakerk toen die werd opgeblazen. In 1950-1952 werd het stadhuis weer in oude stijl herbouwd. In 1993 werd het stadhuis voorzien van een nieuwbouwvleugel, welke zich bevindt op de plaats van de voormalige Latijnse school.

## Gebouw
Het betreft een gebouw op rechthoekige plattegrond met lijstgevels en trapgevels en geflankeerd door achthoekige traptorens.
De raadskelder, waar ooit vleeshal en botermarkt waren gevestigd, is nu het toeristisch infokantoor. Op de bel-etage is onder meer de trouwzaal en het kabinet van de secretaris ondergebracht. Op de verdieping erboven vindt men de raadszaal en de gildekamers van het Sint-Sebastiaangilde en het Sint-Jorisgilde. Verder is er het kabinet van de burgemeester.

## Interieur
Het meubilair werd in 1944 grotendeels vernield en veel meubilair en kunstwerken is dan ook van 1952 en later. In de raadszaal vindt men nog het Panorama van Hoogstraten van 1564. Ook zijn er nog enkele portretten van leden van de familie Salm-Salm, hertogen van Hoogstraten.